# D. M. Jayaratne
Disanayaka Mudiyanselage Jayaratne, noto anche come D.M. "Di Mu" Jayaratne (Moratuwa, 7 giugno 1931 – Kandy, 19 novembre 2019), è stato un politico singalese, Primo ministro dello Sri Lanka dal 2010 al 2015.
Uno dei membri fondatori del Partito della Libertà dello Sri Lanka, Jayaratne è stato eletto per la prima volta al parlamento nel 1970. A partire dal 1994 ha ricoperto più volte il ruolo di ministro; dopo le elezioni del 2010 è stato nominato Primo ministro, prestando giuramento 21 aprile 2010. Ha mantenuto l'incarico fino al 9 gennaio 2015.